# 寺泊新道駅
寺泊新道駅（てらどまりしんどうえき）は、かって新潟県三島郡寺泊町（現長岡市）に所在した越後交通長岡線の駅（廃駅）である。
1966年（昭和41年）に2代目寺泊駅が廃止されたのちに当駅が3代目の寺泊駅となり、1973年（昭和48年）に大河津駅 - 当駅間が廃止されるまで寺泊駅を称した。

## 駅構造
小さな木造駅舎と2面2線と貨物用引込線という構造を持つ地上駅で、駅舎内に売店も設置されていた。

## 歴史
- 1915年（大正4年）10月7日：与板 - 大河津 - 寺泊駅間開業に伴い、長岡鉄道の駅として開業。
- 1951年（昭和26年）12月1日：西長岡 - 寺泊駅間電化。
- 1960年（昭和35年）10月1日：越後交通が発足し、同社の長岡線の駅となる。
- 1961年（昭和36年）
  - 8月5日 水害により、当駅 - 寺泊間が不通となる。
  - 10月3日 当駅 - 寺泊間が休止。
- 1966年（昭和41年）5月31日：当駅 - 寺泊間が廃止。
- 1967年（昭和42年）4月1日：寺泊駅に改称される[1]。
- 1973年（昭和48年）4月16日：大河津 - 当駅間が廃止。

## 駅跡地
跡地は国道に整備されて痕跡は残ってはいないがリンク先の写真を参照すると三叉路の山側路線あたりが駅舎跡と推測される。

## 隣の駅
越後交通
長岡線
法崎駅 - 寺泊新道駅 - 寺泊海水浴駅
1966年（昭和41年）まで夏季期間のみ開設と思われるが寺泊海水浴駅との間に金山駅があった